# Friedrich August von Pauli

Friedrich August von Pauli

Friedrich August Pauli, seit 1847 Ritter von Pauli (* 6. Mai 1802 in Osthofen; † 26. Juni 1883 in Kissingen), war ein deutscher Bauingenieur, königlich bayerischer Baubeamter und Pionier des Eisenbahnbrückenbaus. Er gilt außerdem als Schöpfer der Königlich Bayerischen Staats-Eisenbahnen.

## Herkunft
Friedrich August von Pauli wurde am 6. Mai 1802 in Osthofen bei Worms als zwölftes Kind des Pfarrers Johann Philipp Gerhard Pauli (1750–1816) und dessen Ehefrau, der Hamburger Kaufmannstochter Maria Kneetmann, geboren. Der Sohn besuchte das Progymnasium Grünstadt (1811–1814) und das Gymnasium Kaiserslautern (1814–1817), schon 1816 starb der Vater. Da sein Bruder Jacob bereits an der Ruprecht-Karls-Universität Heidelberg Rechtswissenschaft studierte, fiel es der Mutter finanziell schwer, ihn auf dem Gymnasium zu halten. Sein Bruder Wilhelm († 1821), der in Manchester Prokurist der Niederlassung eines Hamburger Unternehmens war, machte deshalb den Vorschlag, Friedrich August zu sich zu nehmen und für die weitere Ausbildung zu sorgen. So reiste Friedrich August im Sommer 1817 nach Manchester.

## Ausbildung
In dem durch seinen Bruder geführten Geschäft erwarb er Kenntnisse in der kaufmännischen Buchführung und entdeckte in den Werken einer Bibliothek seinen Hang zur Mechanik. Sein Bruder Wilhelm erkannte die Fähigkeiten und schickte Friedrich August zu dem Physiker John Dalton (1766–1844), der ihm Privatstunden in Mathematik und Mechanik erteilte. In einer Maschinenbau-Werkstatt erhielt Pauli zwei Jahre praktischen Unterricht in Mechanik und Maschinenbau. Im Winter 1820 erkrankte der Bruder Wilhelm schwer und starb im Juli 1821, Friedrich August Pauli war nun im fremden Land auf sich gestellt. Nach Ende seiner Lehrzeit eröffnete er im Frühjahr 1821 auf eigene Rechnung eine Metalldreherwerkstätte. Sein Einkommen reichte aber nicht, um den Lebensunterhalt zu bestreiten. Daraufhin entschloss sich Pauli, nach Deutschland zurückzukehren. Er studierte nach erfolgloser Arbeitssuche bis 1823 an der Universität Göttingen Mathematik und Naturwissenschaften.
Anschließend fand Pauli Aufnahme als Bau-Aspirant im königlich bayerischen Kreisbaubüro Speyer. Erste Arbeiten waren Bauaufnahme, Projektierung und Kostenrechnung im Straßenbau. Im Herbst 1824 waren die Dämme am pfälzer Rheinufer fast auf ganzer Länge durch Hochwasser beschädigt, und er war – zusammen mit anderen – für die Reparatur zuständig.
Im Mai 1825 reiste er nach München zur „Concursprüfung“, dem ersten Staatsexamen. Aufgrund seiner Kenntnisse in der Mechanik wurde ihm empfohlen, die Prüfung für den Salinendienst anzustreben. Im Sommer bereitete sich Pauli in München auf das „Bergexamen“ vor. Nach dem Tod von König Maximilian I. von Bayern im Oktober 1825 war geplant, die Zahl der Beamten drastisch zu vermindern. Pauli erhielt die Nachricht, dass unter diesen Umständen zunächst keine Prüfung für das Bergwesen mehr abgehalten werde.
Ein Gönner Paulis vermittelte ihm daraufhin die Möglichkeit, die Vorlesungen Joseph von Fraunhofers zu besuchen. Fraunhofer erkannte die Fähigkeiten seines Schülers und gewährte ihm ohne beiderseitige Verpflichtung unbefristet Beschäftigung in seinem Institut. Pauli wurde nach und nach Fraunhofers Assistent sowohl in dessen Werkstätten als auch in der Wissenschaft. Im Winter 1825 erkrankte Fraunhofer schwer und Pauli betreute ihn zeitweise, bis Fraunhofer am 7. Juni 1826 in seinem Beisein starb. Nach Fraunhofers Tod sollte das Institut in bayerischen Staatsbesitz übergehen. Fraunhofer hatte in einem entsprechenden Vertrag verfügt, dass Pauli Inspektor und sein Nachfolger werden sollte. Pauli lehnte das entsprechende Angebot des Finanzministeriums aber ab.

## Beruflicher Werdegang
Er kehrte zurück nach Speyer, wo er am 26. Juli 1826 als Baupraktikant eingestellt wurde. Seine Aufgabe war es, zusammen mit Oberbaurat Panzer das Nivellement zur Fortsetzung des Canal Monsieur, heute einem Teilabschnitt des Rhein-Rhône-Kanals, von der französischen Grenze bis Speyer herzustellen und die Kosten des Baus zu berechnen.
1827 wurde Pauli zum Aushilfs-Ingenieur ernannt. Nachdem das Kanalprojekt im gleichen Jahr fertiggestellt war, wurde er nach München versetzt. Auch die Salinenverwaltung zeigte Interesse an ihm, um ihn im Bau- und Maschinenwesen zu beschäftigen. Eingesetzt wurde er aber zunächst für einen weiteren Schifffahrtskanal von Kelheim an der Donau nach Bamberg am Main. Er sollte dafür die Trasse auswählen. Er untersuchte dafür die Wasserscheide zwischen Donau und Main, die Seitentäler und die Wassermengen der Gewässer, mit denen der Kanal gespeist werden konnte. Aufgrund seines Berichts wurde entschieden, dass die Kanallinie bei Neumarkt in der Oberpfalz über die Wasserscheide zu führen sei. Ab Frühjahr 1828 projektierte er konkret den später so genannten Ludwig-Donau-Main-Kanal. Dies beschäftigte ihn bis Anfang 1832. Im April 1832 wurde das staatliche Bauwesen neu organisiert und Pauli wurde zum Vorstand der Bauinspektion Reichenhall ernannt. 1835 wurde er zum Oberingenieur bei der Obersten Baubehörde, zum Professor der höheren Mechanik an der Ludwig-Maximilians-Universität München (diese Funktion nahm er in der Praxis nie wahr) und zum zweiten Vorstand an der Polytechnischen Schule München ernannt.

## Eisenbahningenieur
1841 wurde er zum Mitglied der in Nürnberg errichteten Eisenbahnbau-Commission ernannt. In Nürnberg bezog er das Tafelhofer Schlösschen vor der Stadt. Zuständig war er anfangs für den Abschnitt Augsburg-Nürnberg der Ludwigs-Süd-Nord-Bahn. Zusammen mit Paul Camille Denis, der für den Abschnitt von Nürnberg bis zur sächsischen Grenze bei Hof bestellt war, nahm die Eisenbahnbau-Commission am 1. Juli 1841 ihre Arbeit auf. Unüberbrückbare Meinungsverschiedenheiten zwischen Pauli und Denis führten aber nach eineinhalb Jahren dazu, dass Pauli 1842 die technische Leitung der gesamten Ludwig-Süd-Nord-Bahn übertragen bekam. Herausragende Leistungen waren dabei die weitgehend geradlinige Trassenführung, die heute z. B. auf der Ursprungstrasse zwischen Erlangen und Lichtenfels eine Geschwindigkeit von bis zu 200 km/h ermöglicht, die Überwindung der starken Steigung zwischen Neuenmarkt-Wirsberg und Marktschorgast mit der Schiefen Ebene und die Weitsicht, mit der Pauli trotz knapper staatlicher Finanzen den durchgehenden Ausbau der Strecke für zweigleisigen Betrieb durchsetzte, wenn auch anfangs zunächst nur ein Gleis verlegt wurde. Erst 1876 begann der schrittweise Bau des zweiten Streckengleises. Die Überwindung des Fichtelgebirges stellte Pauli vor die größte Herausforderung seiner Laufbahn. Friedrich List, Vordenker eines europäischen Eisenbahnnetzes, sah an dieser Stelle seine gesamten Pläne scheitern. Friedrich August von Pauli jedoch entschied sich nach intensiver Geländeerforschung und Abwägung aller technischen und wirtschaftlichen Möglichkeiten zur Überwindung des Gebirges unter Anwendung konventionellen Adhäsionsbetriebes mit engen Bogenradien und großen Steigungen.
Allerdings waren dazu die bis dahin üblichen Lokomotiven britischer Bauart nicht einsetzbar. Pauli zeigte dank seiner vielfältigen und fundierten Kenntnisse im Maschinenbau auch hier Lösungen auf. Er legte dem zuständigen bayerischen Ministerium des Innern 1846 ein Programm zur Herstellung eigener Lokomotiven vor, in dem er die Anforderungen an entsprechende Lokomotiven formulierte. Dieses wurde genehmigt.
Zusätzlich wurde ihm nach und nach die technische Bauleitung der Bahnstrecken Augsburg–Buchloe, Bamberg–Aschaffenburg und Ulm–Augsburg–München–Salzburg übertragen.
Nach dem Baubeginn der Göltzschtalbrücke 1846 gab es Probleme beim Bau; Pauli und Alois Negrelli von Moldelbe wurden von der sächsischen Regierung beauftragt, ein Gutachten über den Weiterbau abzugegeben.

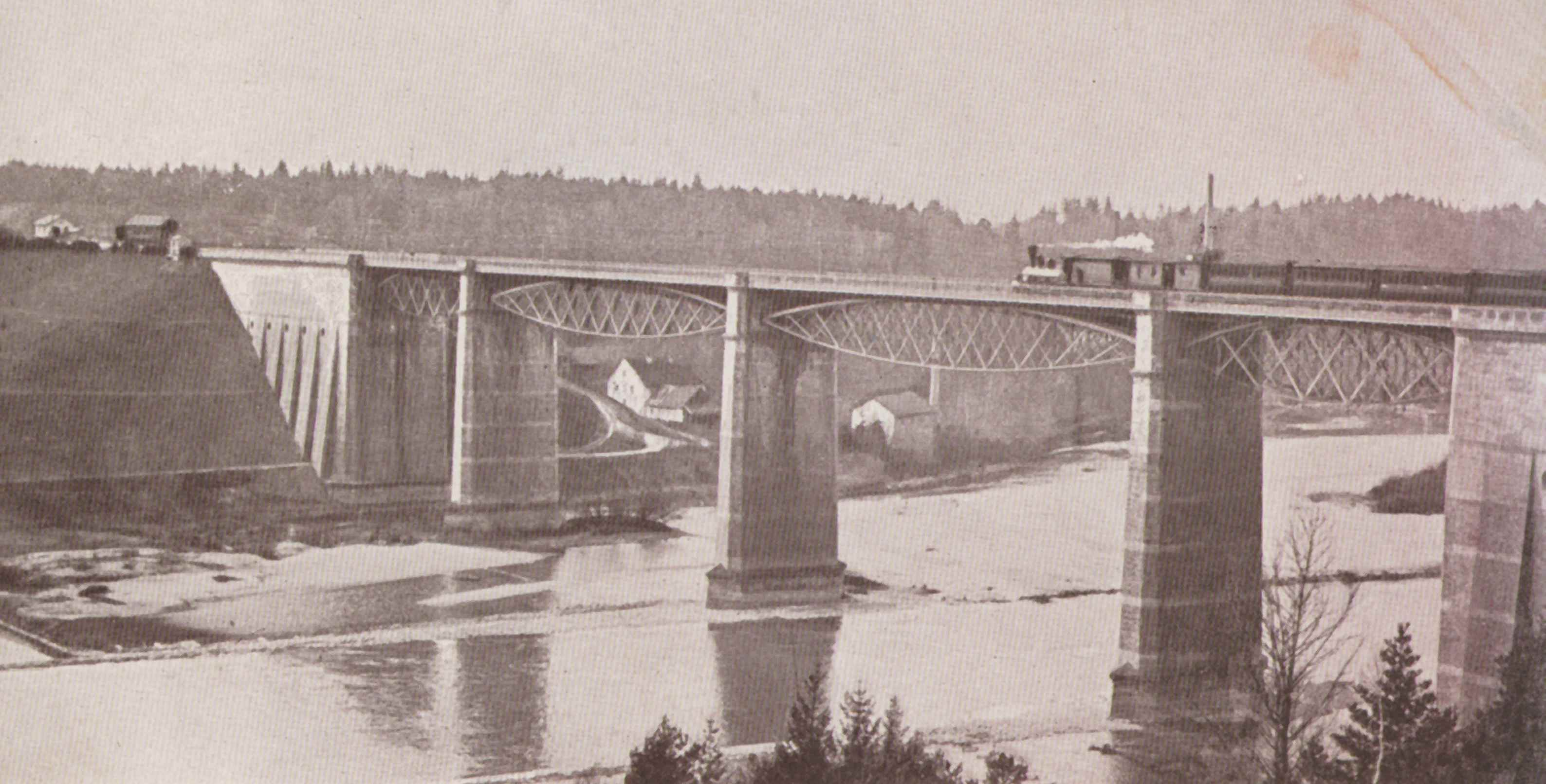
Großhesseloher Brücke vor 1908

Am 11. November 1852 dankte Staatsminister Ludwig von der Pfordten brieflich für die Vollendung der Westbahn bis Schweinfurt und ernannte Pauli zum Regierungsdirektor. Von 1853 bis 1857 wurde beim Bau der Großhesseloher Brücke auf der Bahnstrecke München–Salzburg erstmals eine von Pauli entwickelte Brückenkonstruktion verwendet. Mit den typisch linsenförmigen stählernen Fachwerkträgern, Linsenträger oder Pauliträger genannt, ermöglichte sie erstmals große Spannweiten.
1856 wurde Pauli auch die Leitung der Obersten Baubehörde übertragen, gleichzeitig blieb er Leiter der Eisenbahnbau-Commission. Am 15. August 1860 wurde die Eisenbahnbau-Commission mit der Generaldirektion der königlichen Verkehrsanstalten vereinigt. Dadurch verlor Pauli nach 19 Jahren die Leitung dieser Behörde. Am 3. Februar 1872 wurde er in den Ruhestand versetzt, den er in Leutstetten verbrachte. Im Winter 1878 verfasste er die „Vertraulichen Mitteilungen aus meinem Leben“. Er starb am 26. Juni 1883 und wurde auf eigenen Wunsch an seinem Sterbeort Bad Kissingen beigesetzt.

## Familie
Er war mit Franziska Kurz (* 1798) verheiratet, drei gemeinsame Kinder überlebten ihn.

## Auszeichnungen
- 1845: Ritterkreuz des Verdienstordens vom Heiligen Michael
- 1847: Ritterkreuz des Verdienstordens der Bayerischen Krone, dadurch Erhebung in den Personaladel als Ritter von Pauli
- 1848: Oberbaurat beim königlichen Ministerium des Innern

## Nachwirkungen
In München wurde im Neuen Bahnhof ein Standbild Paulis errichtet, das von dem Bildhauer Knoll geschaffen wurde.
Pauli benutzte als erster bei Plänen Isohypsen. Zu seinen Schülern gehörten Karl Culmann und Heinrich Gerber.

## Bauwerke
- 1828–1832: Projektierung des Ludwig-Donau-Main-Kanals von Kelheim nach Bamberg
- 1841–1853: Ludwig-Süd-Nord-Bahn Lindau–Hof mit der Schiefen Ebene zwischen Neuenmarkt-Wirsberg und Marktschorgast
- 1844–1854: Ludwigs-West-Bahn
- 1851–1860: Maximiliansbahn München–Salzburg
- 1857: Großhesseloher Brücke